# 도이체 오퍼역
도이체 오퍼역(U-Bahnhof Deutsche Oper)은 베를린 샤를로텐부르크빌머스도르프구 샤를로텐부르크에 있는 U2의 역이다. 현재의 역명은 인근에 있는 도이체 오퍼 베를린에서 따 왔다. 1906년 5월 14일 개통 당시의 역명은 비스마르크슈트라세(Bismarckstraße)역이었다.

## 역사

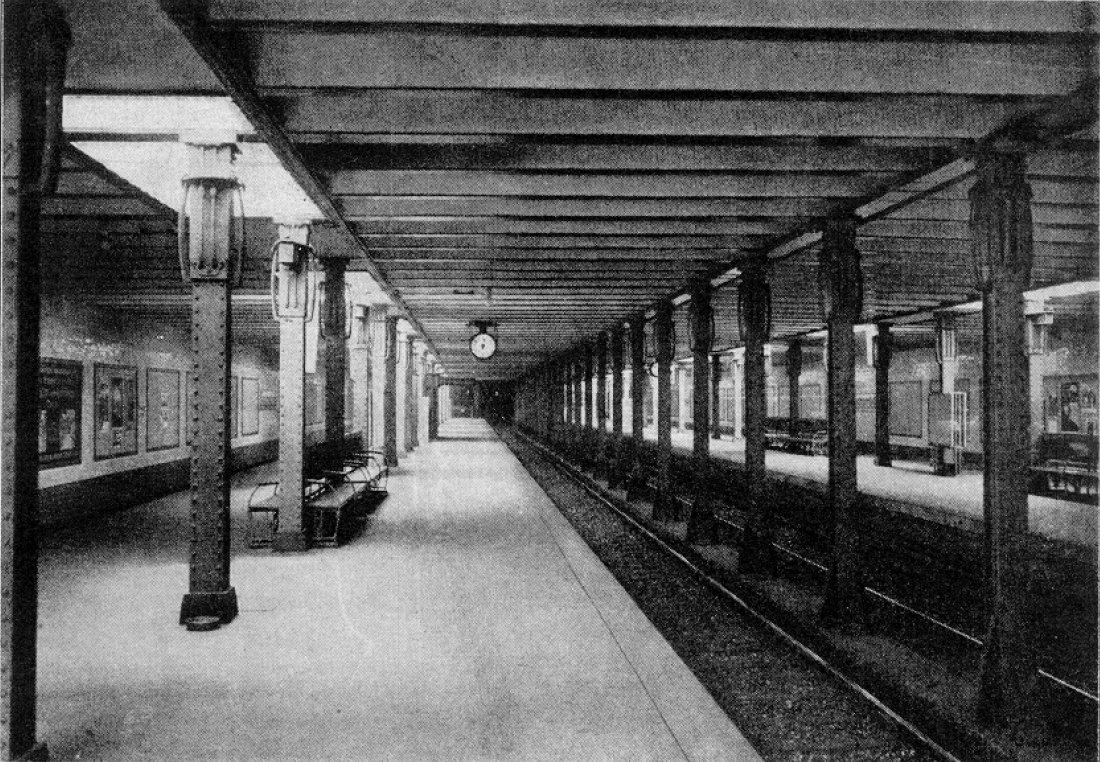
개통 초기의 역은 지상 채광이 가능했다

### 건설과 초기
1900년 당시부터 호흐반게젤샤프트에서는 당시 건설 중이었던 지하철 노선의 당시 독립시였던 샤를로텐부르크 방면 서부 연장을 계획하고 있었다. 빌헬름플라츠 근처에 있었던 샤를로텐부르크 시청으로의 연장이 최우선 순위에 있었다. 현재의 오토주어알레(당시의 베를리너 슈트라세(Berliner Straße)) 방면으로의 노선 건설이 최단 거리로 연결할 수 있는 노선이었으나, 베를린-샤를로텐부르크 노면전차(Berlin-Charlottenburger Straßenbahn)가 운행 중이었기 때문에 노면전차 회사 측에서는 승객을 잃어버릴 수 있다는 우려가 있었다. 그 결과 지하철 노선은 당시의 종점 크니(Knie, 현재의 에른스트로이터플라츠역)역에서 서쪽의 비스마르크슈트라세 방면으로 급회전한 다음, 다시 북쪽으로 급회전하여 샤를로텐부르크 시청으로 도달하는 노선으로 결정되었다.
1905년 이 구간 건설에 착공했다. 종착역 빌헬름플라츠(Wilhelmplatz)역 및 중간역 비스마르크슈트라세(계획 역명 크루메 슈트라세(Krumme Straße))역이 건설될 예정이었다. 샤를로텐부르크시에서는 차후 베스트엔트 방면 지선을 통한 지하철 노선 확대를 목적으로 비스마르크슈트라세역을 2면 4선식으로 계획했으며, 건설 당시 4선식으로 건설된 독일 최초의 지하철역이었다.
역사 설계는 알프레드 그레난데르가 담당했다. 각각 승강장의 길이는 111 m였으며, 천창이 설치되어 지상 채광이 가능한 형태로 설계되었다. 역 지지 기둥은 3열로 배열되었다. 역사 외벽은 회색 모자이크 타일로 마감되었다. 빌헬름플라츠 방면 선로가 갈라지는 곳 뒤쪽으로는 직류 변전소를 설치했다. 1906년 5월 14일 빌헬름플라츠-크니 구간이 개통되면서 영업을 시작했다.
역 개업 이후에는 빌헬름플라츠역 방면 내선으로만 열차가 운행했다. 1908년 3월 29일 라이히스칸츨러플라츠(오늘날의 테오도어호이스플라츠역)역 방면으로 열차 운행이 시작하면서 외선으로의 열차 운행이 시작되었다.
1929년에는 역사 서쪽으로 대합실이 설치되었다. 대합실 설치 이후에는 비스마르크슈트라세 중앙부가 아닌 양쪽 보도로 출입구가 개설되었다. 1929년 8월 1일부터는 근처의 오페라 극장을 따서 슈테티셰 오퍼(비스마르크슈트라세(Städtische Oper (Bismarckstraße)))역으로 개칭되었다.
오페라 하우스가 베를린이 아닌 국가 소유가 되면서 1934년 8월 16일 도이체스 오페른하우스(비스마르크슈트라세)(Deutsches Opernhaus (Bismarckstraße))역으로 개칭되었다. 제2차 세계 대전 중에도 역은 크게 손상되지 않았고, A선 서부 구간의 역과 비슷하게 폭격 피해도 입지 않았다. 종전 이후인 1945년 5월 17일부터 크니-도이체스 오페른하우스-룰레벤간 열차가 단선으로 운행할 수 있었다. 1946년 9월 15일이 되어서야 A선의 룰레벤-팡코(피네타슈트라세) 구간 운행이 복선으로 복구되었다.

### 제2차 세계 대전 이후
근처에 있는 오페라 하우스는 큰 피해를 입었고, 전소되어 더 이상 사용할 수 없었다. 1956년 프리츠 보르네만(Fritz Bornemann)의 설계로 비스마르크슈트라세 일대 부지에 새로운 콘서트 및 오페라 하우스 건설이 시작되었다. 오페라 하우스 완공은 1961년 9월 24일이었으며, 9월 22일에 역명이 도이체 오퍼(비스마르크슈트라세)(Deutsche Oper (Bismarckstraße))로 개명되었다.
1945년 이후 BVG에서는 도이체 오퍼역과 리하르트바그너플라츠역(1934년 빌헬름플라츠역으로 개명됨) 사이에 셔틀 열차를 운행하고 있었다. 당초 이 열차는 AIII선으로 불렸다가 1966년 3월 1일부터 5호선이 되었다. 역 건설 당시의 노선 연장 계획은 실현되지 않았고, U7 노선이 대신 운행하는 것으로 변경되었다. 그 결과 1970년 5월 1일부터 도이체 오퍼역에서 더 이상 셔틀 열차가 출발하지 않게 되었다. U2 정규 운행에는 외선만을 사용하며, 남쪽 내선은 임시 열차 및 당역 종차 열차에만 사용한다. 융페른하이데역 건설 이전까지는 리하르트바그너플라츠역 방면으로 연결되었던 터널을 소방 훈련 목적으로 사용했으며, 정규 노선 운행 중단 이후에도 연결선으로 사용하고 있다. 1978년 4월 28일 U7 리하르트바그너플라츠역 개통 이후에는 비스마르크슈트라세역으로 간 다음 U7로 환승해야 한다.
1967년 6월 2일 서베를린에서 열린 모하마드 레자 팔라비 반대 시위 당시 이 역 출입구 근처에서 베노 오네조르크가 카를하인츠 쿠라스(Karl-Heinz Kurras)가 쏜 총에 맞아 사망했다. 이 사건은 서독학생운동의 급진화에 기폭제가 되었다. 1990년에는 1971년에 오스트리아의 예술가 알프레트 흐를리츠카(Alfred Hrdlicka)가 제작한 희생자의 흉상 《Der Tod des Demonstranten》이 역 서북쪽 출입구에 설치되었다.
1983년 역 개보수공사 당시에는 건설 당시의 양식 보존에 주의를 기울이지 않았다. 그 결과 건설 당시의 회색 대신 노란색과 흰색 타일로 역사 외벽을 마감했다. 역사 내에는 새로운 조명 시설이 설치되었고 대합실도 개보수공사가 진행되었다. 당시 사용한 예산은 250만 마르크였다.

### 화재 사건과 그 이후

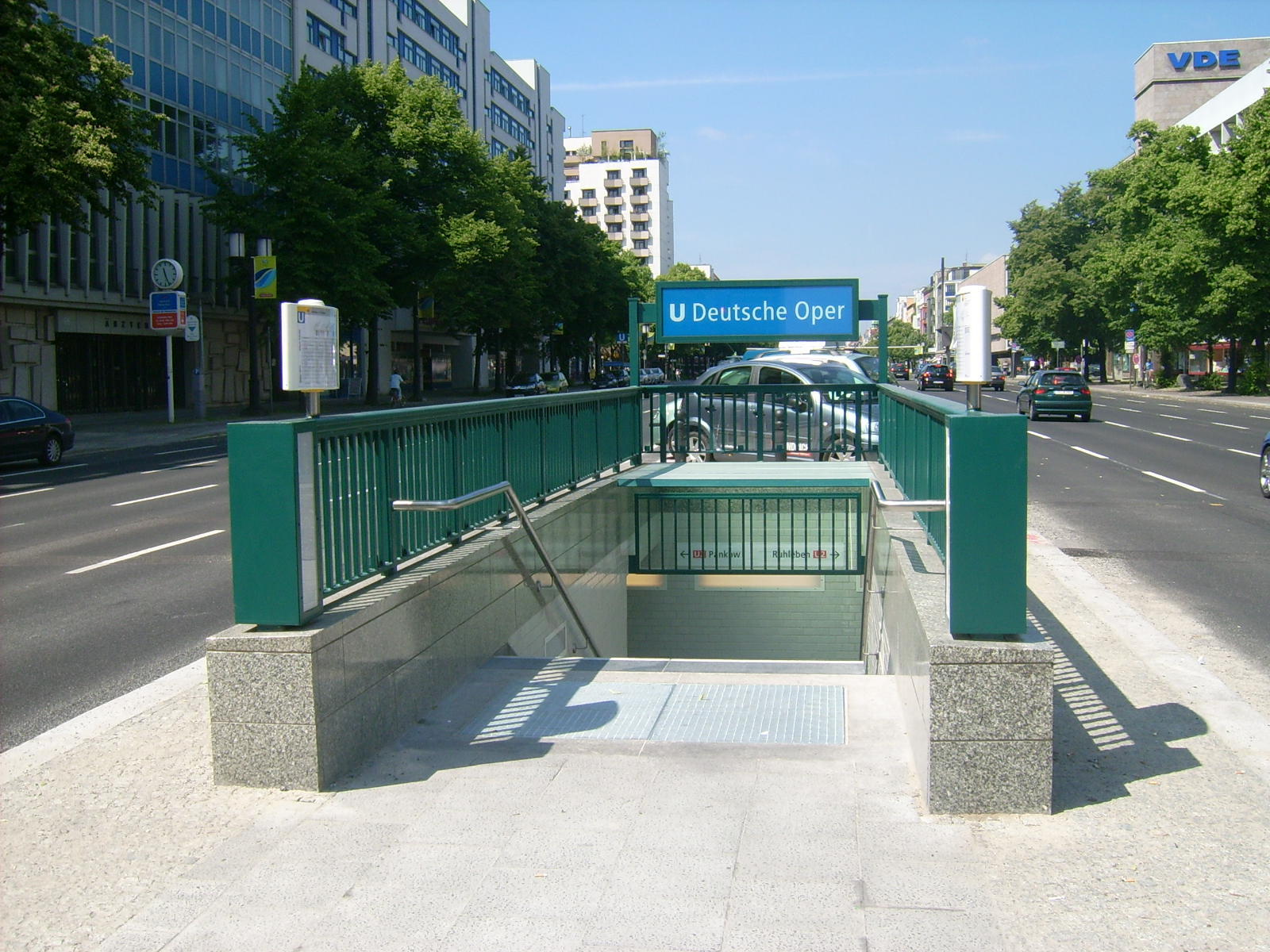
새로 개설된 동부 출입구

2000년 7월 8일 러브 퍼레이드 진행 중에 역에서 화재가 발생했다. 룰레벤 방면으로 진행하던 G형 전동차에 불이 붙은 채로 역으로 진입했다. 승강장 한 쪽 끝에만 출입구가 있었고, 그 쪽에 불이 붙은 전동차가 있었기 때문에 터널을 통해서 비상 탈출구로 나가야 했다. 이 사고로 21명이 연기 흡입 피해를 입었다. 화재로 인하여 전동차 편성이 전소되었고, 역에도 피해를 끼쳐서 열차 운행은 2000년 9월이 되어서야 완전히 복구되었다.
당시 BVG는 단순한 형태로 역을 복구하려고 했으나, 1983년 보수 공사로 변경된 역 모습 대신 1906년 건설 당시 모습대로 복원하기로 했다. 2001년 6월 역 개보수공사가 완료되었다. 화재 사고의 여파로 베를린 소방서, 경찰, 정치권에서 모든 지하철역에 최소한 두 개의 출입구를 확보하기를 촉구했다. 이에 따라서 2001년부터 추가 출입구가 필요한 역의 전수조사 및 계획이 수립되었다.
2005년에 도이체 오퍼역의 두 번째 출입구 공사가 시작되었다. 동부 출입구는 대합실을 통하지 않고 지상과 바로 연결된다. 2006년 5월 출입구가 완공되었다. 이 역만의 정확한 출입구 설치 예산은 알려져 있지 않지만, 인접한 테오도어호이스플라츠역, 조피샤를로테플라츠역과 합친 예산은 580만 유로가 소요되었다.
주 독일 포르투갈 대사 주앙 디오구(João Diogo)의 퇴임 및 베를린 지하철 100주년 기념에 맞추어, 포르투갈 대사의 선물로 2002년 10월 포르투갈 화가 조제 드 기마랑이스(José de Guimarães)의 작품이 역에 설치되었다. 역 대합실과 출입구에도 개수되었다.

## 매체에서의 등장
- 람슈타인의 2004년 뮤직 비디오 《Mein Teil》에 등장한다.
- 톰 티크베어 감독의 《롤라 런》에 등장한다.

## 승강장

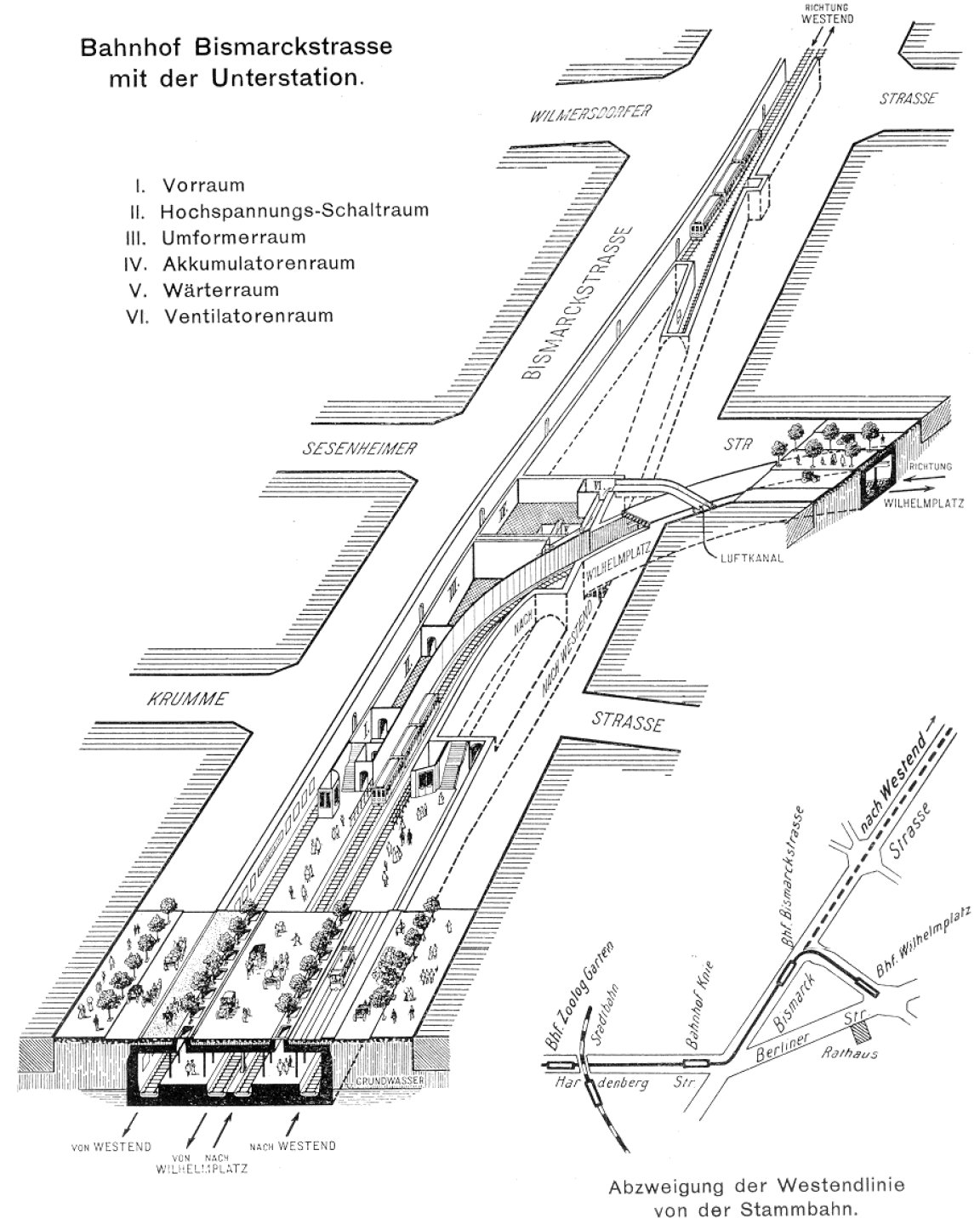
1970년까지의 열차 운행

북쪽에서 남쪽 순서대로의 승강장이다. 3번 승강장의 서쪽으로 U7 연결선과 연결된다.
| 1 · 3 | U2 | 룰레벤 방면            |
| 1 · 3 | U2 |                        |
| 4 · 2 | U2 | 당역 종착 및 임시 열차 |
| 4 · 2 | U2 | 팡코 방면              |

## 인접 철도역
| 베를린 지하철 2호선            | 베를린 지하철 2호선 | 베를린 지하철 2호선            |
| ------------------------------ | ------------------- | ------------------------------ |
| 비스마르크슈트라세 룰레벤 방면 | U2                  | 에른스트로이터플라츠 팡코 방면 |